# CSI: Miami (seizoen 7)
Het 7e seizoen van de Thriller Crime Scene Investigation Miami werd uitgezonden (in Amerika) van 22 september 2008 tot en met 18 mei 2009.
In Nederland werd dit seizoen van de serie door RTL 5 uitgezonden en dit gebeurde een half jaar later. Het zevende seizoen bestond uit 25 afleveringen die alle ongeveer 45 minuten duren. In dit seizoen zaten enkele verhalen die meerdere afleveringen besloegen. Hier gaat het om de eerste aflevering die een vervolg is op de laatste van seizoen zes, om aflevering 19 en 20 en om aflevering 25 die zijn vervolg vindt in het daarop volgende seizoen. De hoofdrollen worden gespeeld door David Caruso, Emily Procter, Adam Rodriguez, Jonathan Togo, Rex Linn, Eva LaRue, Megalyn Echikunwoke.
De dvd van het vierde seizoen werd op 9 september 2008 uitgegeven in Amerika, Canada en Bermuda, op 27 juli 2009 werd de dvd ook in Europa, en dus Nederland, uitgegeven.

## Rolverdeling
| Acteur             | Personage         | per aflevering             | per aflevering             | per aflevering             | per aflevering             | per aflevering             | per aflevering             | per aflevering             | per aflevering             | per aflevering             | per aflevering             | per aflevering             | per aflevering             | per aflevering             | per aflevering             | per aflevering             | per aflevering             | per aflevering             | per aflevering             | per aflevering             | per aflevering             | per aflevering             | per aflevering             | per aflevering             | per aflevering             | per aflevering             |
| Acteur             | Personage         | 1e                         | 2e                         | 3e                         | 4e                         | 5e                         | 6e                         | 7e                         | 8e                         | 9e                         | 10e                        | 11e                        | 12e                        | 13e                        | 14e                        | 15e                        | 16e                        | 17e                        | 18e                        | 19e                        | 20e                        | 21e                        | 22                         | 23                         | 24                         | 25                         |
| ------------------ | ----------------- | -------------------------- | -------------------------- | -------------------------- | -------------------------- | -------------------------- | -------------------------- | -------------------------- | -------------------------- | -------------------------- | -------------------------- | -------------------------- | -------------------------- | -------------------------- | -------------------------- | -------------------------- | -------------------------- | -------------------------- | -------------------------- | -------------------------- | -------------------------- | -------------------------- | -------------------------- | -------------------------- | -------------------------- | -------------------------- |
| David Caruso       | Horatio Caine     | Gehele seizoen             | Gehele seizoen             | Gehele seizoen             | Gehele seizoen             | Gehele seizoen             | Gehele seizoen             | Gehele seizoen             | Gehele seizoen             | Gehele seizoen             | Gehele seizoen             | Gehele seizoen             | Gehele seizoen             | Gehele seizoen             | Gehele seizoen             | Gehele seizoen             | Gehele seizoen             | Gehele seizoen             | Gehele seizoen             | Gehele seizoen             | Gehele seizoen             | Gehele seizoen             | Gehele seizoen             | Gehele seizoen             | Gehele seizoen             | Gehele seizoen             |
| Emily Procter      | Calleigh Duquesne | Gehele seizoen             | Gehele seizoen             | Gehele seizoen             | Gehele seizoen             | Gehele seizoen             | Gehele seizoen             | Gehele seizoen             | Gehele seizoen             | Gehele seizoen             | Gehele seizoen             | Gehele seizoen             | Gehele seizoen             | Gehele seizoen             | Gehele seizoen             | Gehele seizoen             | Gehele seizoen             | Gehele seizoen             | Gehele seizoen             | Gehele seizoen             | Gehele seizoen             | Gehele seizoen             | Gehele seizoen             | Gehele seizoen             | Gehele seizoen             | Gehele seizoen             |
| Adam Rodriguez     | Eric Delko        | Gehele seizoen             | Gehele seizoen             | Gehele seizoen             | Gehele seizoen             | Gehele seizoen             | Gehele seizoen             | Gehele seizoen             | Gehele seizoen             | Gehele seizoen             | Gehele seizoen             | Gehele seizoen             | Gehele seizoen             | Gehele seizoen             | Gehele seizoen             | Gehele seizoen             | Gehele seizoen             | Gehele seizoen             | Gehele seizoen             | Gehele seizoen             | Gehele seizoen             | Gehele seizoen             | Gehele seizoen             | Gehele seizoen             | Gehele seizoen             | Gehele seizoen             |
| Jonathan Togo      | Ryan Wolfe        | Gehele seizoen             | Gehele seizoen             | Gehele seizoen             | Gehele seizoen             | Gehele seizoen             | Gehele seizoen             | Gehele seizoen             | Gehele seizoen             | Gehele seizoen             | Gehele seizoen             | Gehele seizoen             | Gehele seizoen             | Gehele seizoen             | Gehele seizoen             | Gehele seizoen             | Gehele seizoen             | Gehele seizoen             | Gehele seizoen             | Gehele seizoen             | Gehele seizoen             | Gehele seizoen             | Gehele seizoen             | Gehele seizoen             | Gehele seizoen             | Gehele seizoen             |
| Rex Linn           | Frank Tripp       | Gehele seizoen             | Gehele seizoen             | Gehele seizoen             | Gehele seizoen             | Gehele seizoen             | Gehele seizoen             | Gehele seizoen             | Gehele seizoen             | Gehele seizoen             | Gehele seizoen             | Gehele seizoen             | Gehele seizoen             | Gehele seizoen             | Gehele seizoen             | Gehele seizoen             | Gehele seizoen             | Gehele seizoen             | Gehele seizoen             | Gehele seizoen             | Gehele seizoen             | Gehele seizoen             | Gehele seizoen             | Gehele seizoen             | Gehele seizoen             | Gehele seizoen             |
| Eva LaRue          | Natalia Boa Vista | Gehele seizoen             | Gehele seizoen             | Gehele seizoen             | Gehele seizoen             | Gehele seizoen             | Gehele seizoen             | Gehele seizoen             | Gehele seizoen             | Gehele seizoen             | Gehele seizoen             | Gehele seizoen             | Gehele seizoen             | Gehele seizoen             | Gehele seizoen             | Gehele seizoen             | Gehele seizoen             | Gehele seizoen             | Gehele seizoen             | Gehele seizoen             | Gehele seizoen             | Gehele seizoen             | Gehele seizoen             | Gehele seizoen             | Gehele seizoen             | Gehele seizoen             |
| Christopher Redman | Michael Travers   | Gehele seizoen als gastrol | Gehele seizoen als gastrol | Gehele seizoen als gastrol | Gehele seizoen als gastrol | Gehele seizoen als gastrol | Gehele seizoen als gastrol | Gehele seizoen als gastrol | Gehele seizoen als gastrol | Gehele seizoen als gastrol | Gehele seizoen als gastrol | Gehele seizoen als gastrol | Gehele seizoen als gastrol | Gehele seizoen als gastrol | Gehele seizoen als gastrol | Gehele seizoen als gastrol | Gehele seizoen als gastrol | Gehele seizoen als gastrol | Gehele seizoen als gastrol | Gehele seizoen als gastrol | Gehele seizoen als gastrol | Gehele seizoen als gastrol | Gehele seizoen als gastrol | Gehele seizoen als gastrol | Gehele seizoen als gastrol | Gehele seizoen als gastrol |
| Sofia Milos        | Yelina Salas      |                            |                            |                            |                            |                            |                            |                            |                            |                            |                            |                            |                            |                            |                            |                            |                            |                            |                            |                            |                            |                            |                            |                            |                            |                            |
| Khandi Alexander   | Alexx Woods       |                            |                            |                            |                            |                            |                            |                            |                            |                            |                            |                            |                            |                            |                            |                            |                            |                            |                            |                            |                            |                            |                            |                            |                            |                            |

## Afleveringen
| Nr. | Titel aflevering                     | Geregisseerd door   | Geschreven door            | Uitzenddatum VS   | Uitzenddatum Nederland |
| --- | ------------------------------------ | ------------------- | -------------------------- | ----------------- | ---------------------- |
| 1   | "Resurrection" (deel 2)              | Joe Chappelle       | Barry O'Brien              | 22 september 2008 | 3 maart 2009           |
| 2   | "Won't Get Fueled Again"             | Matt Earl Beesley   | Corey Evett & Matt Partney | 29 september 2008 | 10 maart 2009          |
| 3   | "And How Does That Make You Kill?"   | Sam Hill            | Tamara Jaron               | 6 oktober 2008    | 17 maart 2009          |
| 4   | "Raging Cannibal"                    | Gina Lamar          | Brian Davidson             | 13 oktober 2008   | 24 maart 2009          |
| 5   | "Bombshell"                          | Eric Mirich         | Marc Dube                  | 20 oktober 2008   | 31 maart 2009          |
| 6   | "Wrecking Crew"                      | Joe Chappelle       | Corey Miller               | 3 november 2008   | 7 april 2009           |
| 7   | "Cheating Death"                     | Sam Hill            | Krystal Houghton           | 10 november 2008  | 14 april 2009          |
| 8   | "Gone Baby Gone"                     | Carey Meyer         | Dominic Abeyta             | 17 november 2008  | 21 april 2009          |
| 9   | "Power Trip"                         | Joe Chappelle       | Corey Evett & Matt Partney | 24 november 2008  | 28 april 2009          |
| 10  | "The DeLuca Motel"                   | Gina Lamar          | Sunil Nayar                | 8 december 2008   | 5 mei 2009             |
| 11  | "Tipping Point"                      | Marco Black         | Brian Davidson             | 15 december 2008  | 12 mei 2009            |
| 12  | "Head Case"                          | Sam Hill            | Tamara Jaron               | 12 januari 2009   | 19 mei 2009            |
| 13  | "And They're Offed"                  | Matt Earl Beesley   | Barry O'Brien              | 19 januari 2009   | 26 mei 2009            |
| 14  | "Smoke Gets in Your CSI's"           | Joe Chappelle       | Krystal Houghton           | 2 februari 2009   | 2 juni 2009            |
| 15  | "Presumed Guilty"                    | Larry Detwiler      | Corey Miller               | 31 mei 2009       | 1 september 2009       |
| 16  | "Sink or Swim"                       | Sam Hill            | Marc Dube                  | 16 februari 2009  | 8 september 2009       |
| 17  | "Divorce Party"                      | Karen Gaviola       | Corey Evett & Matt Partney | 23 februari 2009  | 15 september 2009      |
| 18  | "Flight Risk"                        | Joe Chappelle       | Sunil Nayar                | 16 maart 2009     | 22 september 2009      |
| 19  | "Target Specific" (deel 1)           | Sam Hill            | Tamara Jaron               | 23 maart 2009     | 29 september 2009      |
| 20  | "Wolfe In Sheep's Clothing" (deel 2) | Carey Meyer         | Krystal Houghton           | 30 maart 2009     | 6 oktober 2009         |
| 21  | "Chip/Tuck"                          | Allison Liddi-Brown | Brian Davidson             | 13 april 2009     | 13 oktober 2009        |
| 22  | "Dead on Arrival"                    | Gina Lamar          | Corey Miller               | 27 april 2009     | 20 oktober 2009        |
| 23  | "Collateral Damage"                  | Sam Hill            | Marc Dube                  | 4 mei 2009        | 27 oktober 2009        |
| 24  | "Dissolved"                          | Matt Earl Beesley   | Corey Evett & Matt Partney | 11 mei 2009       | 6 november 2009        |
| 25  | "Seeing Red" (deel 1)                | Joe Chappelle       | Barry O'Brien              | 18 mei 2009       | 13 november 2009       |